# Symphoromyia kincaidi
Symphoromyia kincaidi är en tvåvingeart som beskrevs av Aldrich 1915. Symphoromyia kincaidi ingår i släktet Symphoromyia och familjen snäppflugor.
Artens utbredningsområde är British Columbia. Inga underarter finns listade i Catalogue of Life.